# Manchúria Exterior

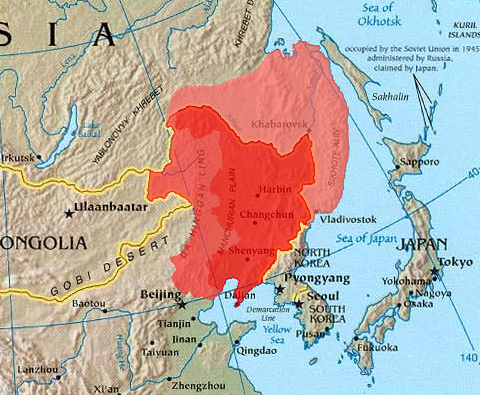
Manchuria Exterior está em cor vermelho-clara no mapa. Alguns também consideram a ilha de Sacalina como parte da Manchúria Exterior.

Manchuria Exterior ou Manjúria Exterior (em chinês: 外 满洲), conhecido na China como Nordeste Exterior [Chinês] (em chinês: 外 东北), e Priamurye (cirílico: Приамурье) na Rússia, é um território cedido pela China à Rússia pelo Tratado de Aigun em 1858 e pelo Tratado de Pequim em 1860. (Veja: Anexação de Amur). A parte norte da área também esteve em litígio entre 1643 e 1689 (conflitos de fronteira russo-manchu). A área compreende as atuais regiões russas de Krai do Litoral, o sul de Krai de Khabarovsk, o Óblast Autônomo Judaico e o Oblast de Amur. Outra interpretação também adiciona a ilha Sacalina.
Em contraste com a Manchúria Exterior, a parte da Manchúria, que ainda é parte da China é conhecido como "Manchúria Interior".
De acordo com o Tratado de Nerchinsk em 1689, a fronteira sino-russa seria as Montanhas Stanovoy e o rio Argun, estabelecendo a Manchúria Exterior como parte da Dinastia Qing na China. Depois de perder a Guerra do Ópio, uma série de tratados forçaram a Dinastia Qing a ceder territórios e portos para as potências europeias, estes ficaram conhecidos como os Tratados Desiguais. Começando com o Tratado de Aigun em 1858 e o Tratado de Pequim em 1860, a fronteira sino-russa foi realinhada nos rios Amur e Ussuri, em favor da Rússia. Como resultado, a China perdeu a Manchúria Exterior, bem como o acesso ao Mar do Japão.